# Mäusi Lüthy

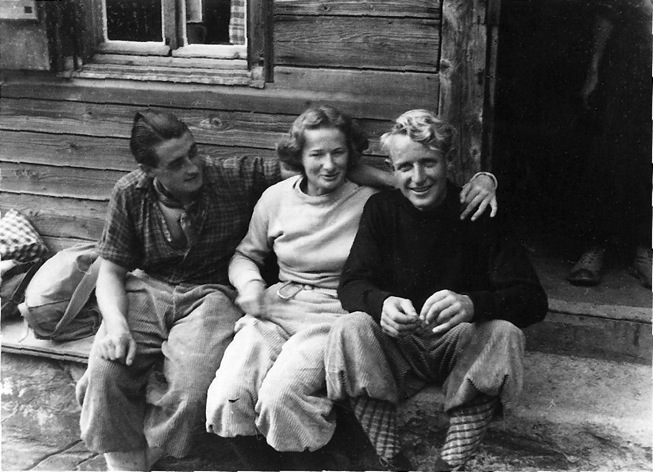
Hans Haidegger, Mäusi Lüthy und Hermann Steuri nach der Erstbegehung der Kingspitz-Nordostwand am 25. September 1938

Martha «Mäusi» Lüthy (* 16. September 1911 in Solothurn; † 21. August 2002 in Monnetier-Mornex) war eine Schweizer Alpinistin, Skirennfahrerin und Erstbegeherin von Kletterrouten im Jura und in den Berner Alpen.

## Leben
Mäusi Lüthy begann schon während ihrer Berufsausbildung als Grafikerin am Weissenstein im Solothurner Jura mit Klettern, u. a. mit der Gruppe um Hans Haidegger.
Einer ihrer häufigsten Kletterpartner wurde Hermann Steuri, Bergführer aus Grindelwald. Mit ihm kletterte sie in den Dolomiten, den Aiguilles de Chamonix und in den Berner Alpen. Mit Steuri und Haidegger gelangen ihr einige bedeutende Erstbegehungen, am bekanntesten die Nordostwand des Kingspitz in den Engelhörnern, damals eine der schwierigsten Felsrouten der Alpen und noch heute ein grosser Klassiker. 
Erste Frauenbegehungen gelangen ihr mit der Genfer Alpinistin Loulou Boulaz, u. a. die Nordwand des Wetterhorns. 
Als Skirennfahrerin war Mäusi Lüthy Mitglied des nationalen Frauenteams. 1939 lernte sie anlässlich eines Skirennens in Chamonix ihren späteren Ehemann Paul Teraillon kennen. Er war Uhrmacher und gründete 1946 in Annemasse das Unternehmen «Teraillon», das Waagen und Haushaltartikel herstellt.

## Erstbegehungen (Auswahl)
- 5. Juli 1936: Altels-Nordostwand. Mit Hans Haidegger und Max Eggenschwiler.
- 9. August 1936: Ochs- bzw. Klein-Fiescherhorn-Nordwestwand.
- 17. August 1936: Kingspitz-Ostwand mit Hermann Steuri.
- 25. September 1938: Kingspitz-Nordostwand. Mit Hans Haidegger und Hermann Steuri.